# Lasiurus cinereus
Il vespertilio cenerino (Lasiurus cinereus  Beauvois, 1796) è un pipistrello della famiglia dei Vespertilionidi diffuso nel Continente americano.

## Descrizione

### Dimensioni
Pipistrello di medie dimensioni, con la lunghezza della testa e del corpo tra 71 e 90 mm, la lunghezza dell'avambraccio tra 46 e 62 mm, la lunghezza della coda tra 46 e 62 mm, la lunghezza del piede tra 9 e 13 mm, la lunghezza delle orecchie tra 15 e 19 mm e un peso fino a 26 g.

### Aspetto
La pelliccia è lunga, soffice, densa e si estende sulle membrane alari fino all'altezza dei polsi e delle ginocchia. Il colore generale del corpo è bruno-grigiastro brizzolato, a causa delle punte dei peli biancastre, ed è presente un largo e vistoso collare giallastro e delle macchie biancastre sulle spalle e sui polsi. Il muso è nerastro, appuntito e largo, dovuto alla presenza di due masse ghiandolari sui lati. Le orecchie sono nerastre, corte, arrotondate e bordate di peli giallastri. Il trago è corto, stretto, con l'estremità arrotondata e curvato in avanti. Le membrane alari sono nerastre, con le ossa dell'arto giallo-rosate, e sono attaccate posteriormente alla base delle dita dei piedi. La punta della lunga coda si estende leggermente oltre l'ampio uropatagio, il quale è densamente ricoperto di lunghi peli dello stesso colore del dorso. Il calcar è lungo e carenato. Il cariotipo è 2n=28 FNa=48.

## Biologia

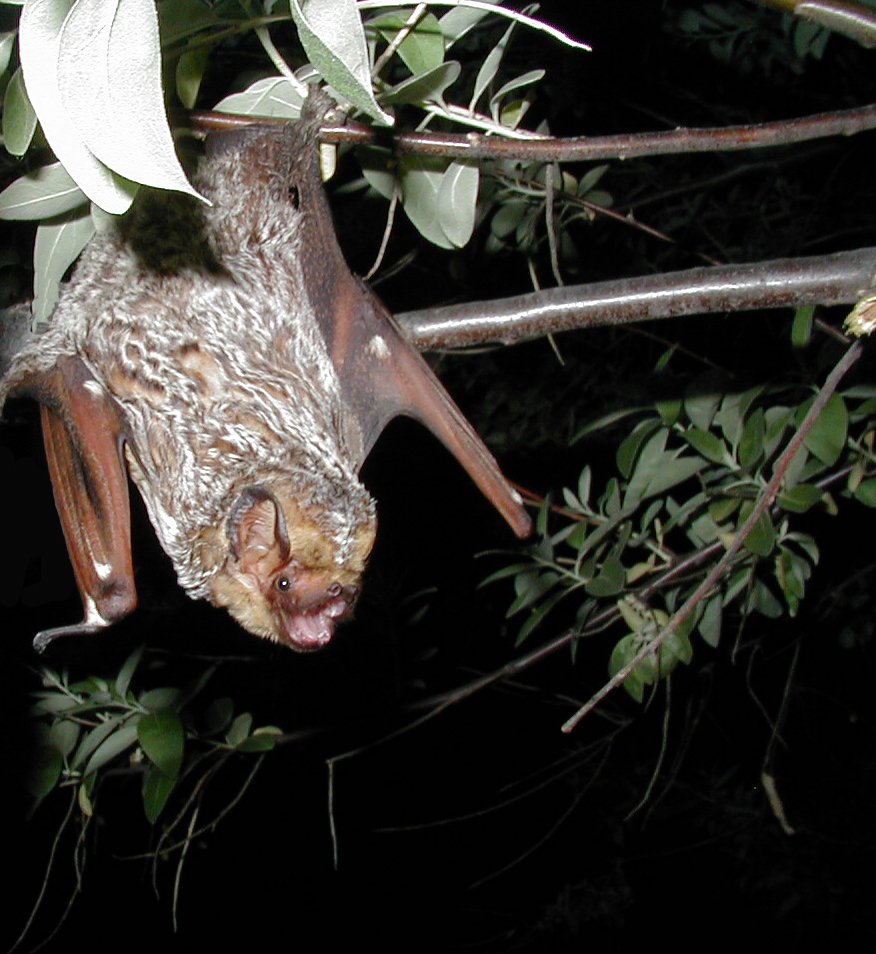
Un individuo tra il fogliame di un albero

### Comportamento
Si rifugia solitariamente tra il fogliame degli alberi a circa 3-5 metri dal suolo e talvolta in luoghi insoliti come i fori prodotti dai picchi, nidi di scoiattoli grigi o sulle facciate degli edifici. I due sessi vivono generalmente separati eccetto durante la stagione degli accoppiamenti. Effettua migrazioni, ma non sono noti i luoghi di svernamento. Il volo è rapido e diretto, l'attività predatoria inizia nel tardo pomeriggio.

### Alimentazione
Si nutre di insetti, particolarmente di falene.

### Riproduzione
L'accoppiamenti avvengono probabilmente in autunno e sono seguiti dall'impianto ritardato dell'embrione. Le nascite avvengono tra metà maggio e i primi di giugno. Danno alla luce in media 1-4 piccoli alla volta, però più frequentemente soltanto due.

## Distribuzione e habitat
Questa specie è diffusa nel Continente americano, dal Canada nord-orientale, attraverso tutti gli Stati Uniti d'America e il Messico fino a gran parte dell'America meridionale, con eccezione dell'Amazzonia, delle coste occidentali dall'Ecuador al Cile settentrionale e della Patagonia. Una popolazione è presente nelle più grandi delle Isole Hawaii e sulle Isole Galapagos, mentre sono stati catturati esemplari probabilmente introdotti accidentalmente in Islanda, Isole Orkney, Bermuda e Hispaniola. È il pipistrello americano con l'areale più vasto.
Vive nelle pinete, in boschi a foglia larga e di conifere, talvolta anche in parchi cittadini.

## Tassonomia
Sono state riconosciute 3 sottospecie:
- L.c.cinereus: dal Canada nord-orientale, attraverso tutti gli Stati Uniti d'America e il Messico, eccetto le penisole della Florida, della Bassa California e le coste messicane del Pacifico, fino al Guatemala occidentale e a Panama;
- L.c.semotus (H. Allen, 1890): Isole hawaiane di Hawaii, Maui, Molokai, Oahu e Kauai;
- L.c.villosissimus (E.Geoffroy, 1806>): Colombia centrale, Venezuela nord-occidentale, Perù orientale, Bolivia settentrionale ed orientale, Cile e Argentina settentrionali e centrali, Paraguay, Uruguay e stati meridionali brasiliani del Mato Grosso, Mato Grosso do Sul, Minas Gerais, Rio de Janeiro, San Paolo, Paraná, Santa Catarina, Rio Grande do Sul. Isole Galápagos.

## Conservazione
La IUCN Red List, considerato il vasto areale, la popolazione presumibilmente numerosa, la presenza in diverse aree protette e la tolleranza alle modifiche ambientali, classifica L.cinereus come specie a rischio minimo (Least Concern)).